# جهان بازیافته
جهان بازیافته (انگلیسی: A World Restored) با عنوان کامل جهان بازیافته: مترنیخ، کاسلری و مسائل صلح ۱۸۱۲–۱۸۲۲ (به انگلیسی: A World Restored: Metternich, Castlereagh and the Problems of Peace 1812-1822) کتابی نوشته هنری کیسینجر است که در سال ۱۹۵۴ به چاپ رسید. پایه این کتاب پایان‌نامه دکتری کیسینجر در دانشگاه هاروارد بود.
کتاب دربارهٔ زنجیره پیچیده‌ای از کنگره‌های دیپلماتیک است که در اواخر جنگ‌های ناپلئونی آغاز شد، با کنگره وین به اوج خود رسید، تا دهه ۱۸۲۰ ادامه داشت و پایه‌گذار کنسرت اروپا شد. صلحی که در جریان این کنگره‌ها به وجود آمد تا شروع جنگ جهانی اول در ۱۹۱۴ پایدار بود.
شخصیت‌های اصلی کتاب مترنیخ صدراعظم امپراتوری اتریش و لرد کاسلری وزیر مشاور در امور خارجه و مشترک‌المنافع بریتانیا هستند.